# Hypomolis aldaba
Hypomolis aldaba is een beervlinder uit de familie van de spinneruilen (Erebidae). De wetenschappelijke naam van de soort is voor het eerst geldig gepubliceerd in 1894 door Paul Dognin.